# Arne Feick
Arne Feick (Berlino Est, 1º aprile 1988) è un ex calciatore tedesco, di ruolo difensore.

## Carriera

### Club
Cresciuto nei settori giovanili di SV Mühlenbeck 47, SC Oberhavel Velten ed Energie Cottbus, Feick ha iniziato la carriera professionistica con la seconda squadra dell'Energie Cottbus, esordendo anche in prima squadra. Dopo una stagione con l'Erzgebirge Aue, si trasferì all'Arminia Bielefeld e successivamente al Monaco 1860. Dopo un ritorno breve all'Arminia, ha giocato con Aalen, Heidenheim e infine con il Kickers Würzburg, prima di ritirarsi nel 2022.

### Nazionale
Feick ha rappresentato la Germania Under-19, con cui ha collezionato 17 presenze, e la Germania Under-20, segnando un gol in 7 partite.